# Ланкри, Йехуда
Доктор Йехуда Ланкри (ивр. יהודה לנקרי‎, араб. يهودا لانكري‎; род. 25 сентября 1947 года) — бывший израильский политик и посол Израиля во Франции и в ООН.

## Биография
Родился в городе Буджад, Марокко. Учился в средней школе в Касабланке. Он совершил алию в Израиль в 1965 году и получил степень доктора философии по французской литературе в Хайфском университете и в Университете Ниццы — Софии Антиполис. С 1983 по 1992 год он был главой местного совета Шломи, а с 1991 по 1992 год был председателем Второго управления израильского телерадиовещания. Он был назначен послом во Францию в 1992 году, где он работал до 1995 года. В 1996 году Ланкри был избран в Кнессет от партии Ликуд и работал заместителем Спикера Кнессета и председателем комиссии по этике.
На выборах 1999 года он потерял своё место в парламенте, но был назначен послом Израиля в ООН, где он служил до 2002 года. В тот же самый год, 10 апреля 2002 года, его племянница Ноа Шломо была убита в результате теракта самоубийцы-смертника в автобусе маршрута 960 компании Эггед на пути из Хайфы в Иерусалим.